# Thuidium virginianum
Thuidium virginianum là một loài rêu trong họ Thuidiaceae. Loài này được (Brid.) Schimp. mô tả khoa học đầu tiên năm 1872.